# عبد الوهاب السيد
عبد الوهاب عبد الله السيد علي الرفاعي (22 يناير 1973) روائي وكاتب وناشر ومُحاضر ومهندس كويتي يعتبر من أوائل الكتاب الكويتيين وربما الخليجيين الذين كتبوا في عالم ما وراء الطبيعة وأدب الخيال العلمي وأدب الرعب والأدب البوليسي، بدأ الكتابة في عام 1998 من خلال سلسلة من المقالات العلمية والثقافية في مجموعة من المجلات والصحف الكويتية، ثم نشر كتابه الأول عام 1999، كما أسس دار النشر الكويتية Nova Plus عام 2011، وحوّلت بعض أعماله إلى أفلام قصيرة موجودة في اليوتيوب، وأفلام طويلة تم عرضها في دور السينما الكويتية مثل فيلم (شقة ستة) وفيلم (بيبي)، وقد قّدم أيضا أكثر من 75 دورة في فن كتابة الرواية والقصة القصيرة في معظم دول الخليج، وتنتشر أعماله حاليا في معظم الدول العربية.
في عام 2016 حصل على تكريم من الديوان الأميري في الكويت كأحد أكثر 100 شخصية كويتية مبدعة.

## إصداراته
- وراء الباب المغلق إصدار 2000
- الأبعاد المجهولة إصدار 2004
- الأبعاد المجهولة 2 إصدار 2006
- حكايات من العالم الآخر إصدار 2008
- في الجانب المظلم إصدار 2008
- 17 قصة غريبة إصدار 2008
- زيارات ليلية إصدار 2009
- حالات نادرة إصدار 2012
- منطقة الغموض إصدار 2012
- بعد منتصف الليل إصدار 2012
- رسائل الخوف 2013
- حالات نادرة 2 إصدار 2013
- حالات نادرة 3 إصدار 2014
- الأبعاد المجهولة 3 إصدار 2014
- متحف الأرواح إصدار 2015
- حالات نادرة 4 إصدار 2016
- قصص لا يسمحون لي بنشرها إصدار 2017
- مخططات مدفونة إصدار 2017
- ملاذ إصدار 2018
- المعقّـــد إصدار 2019
- حالات نادرة 5 إصدار 2019 [1]
- جرعة زائدة إصدار 2019 [2]
- خلف أسوار العلم إصدار 2019 [3]
- حالات نادرة 6 إصدار 2021
- حالات نادرة 7 إصدار 2022
- 18 قصة غريبة إصدار 2023
- ملاذ 2 إصدار 2023
- كتاب خالد إصدار 2024

## الأبعاد المجهولة
أول رواية - وثالث إصدار - للكاتب الكويتي عبد الوهاب السيد، ويدور محور الرواية حول مراهق كويتي يعيش تجارب غريبة جدا في حياته يسردها من خلال 4 قصص تدور جميعها في عالم الميتافيزيقيا والتشويق والإثارة والغموض.
فهرس الكتاب يشمل القصص التالية:
قشعريرة - ازدواج - الفتاة التي لم تكن - الغابة السوداء.